# Hagenbund

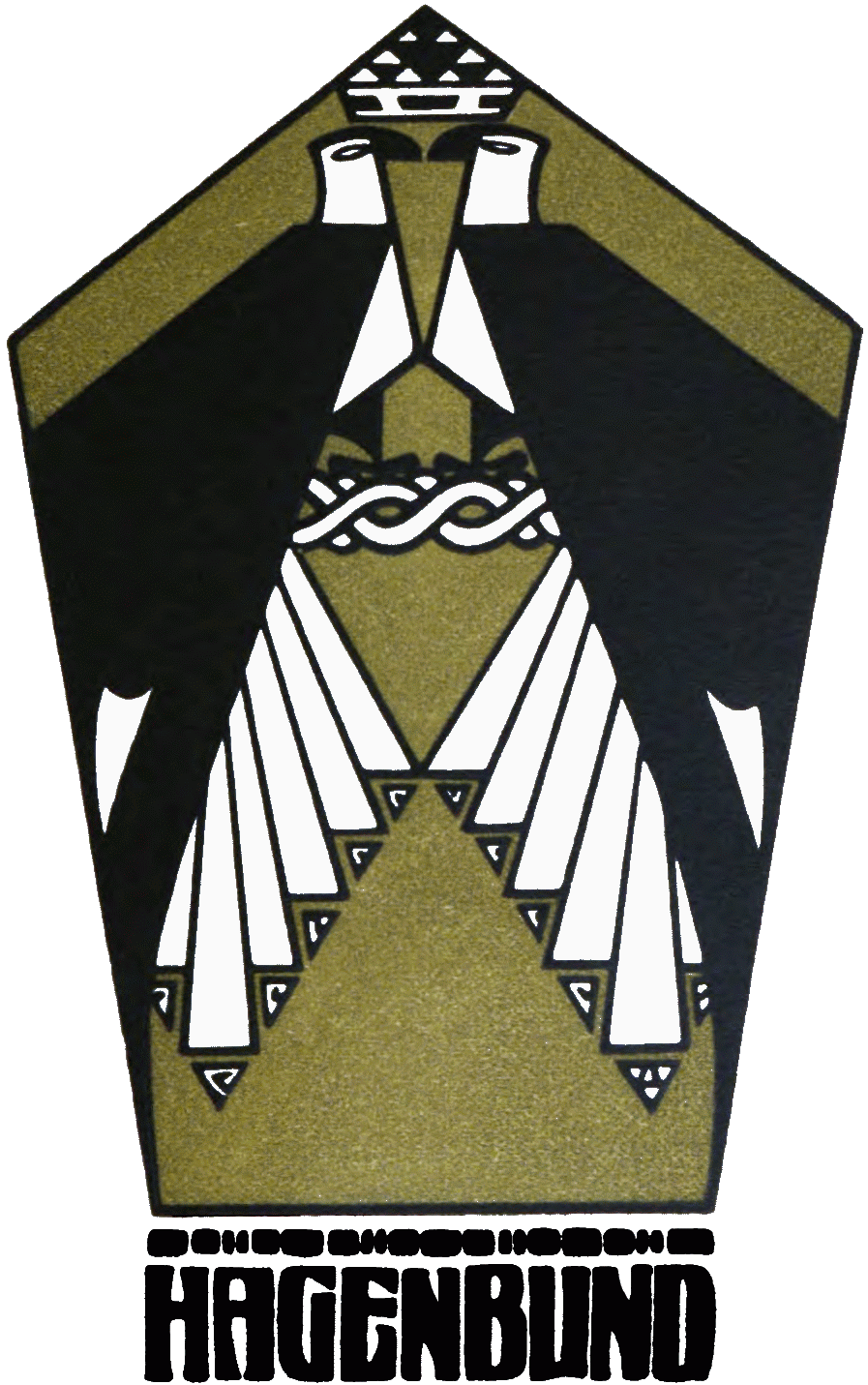
Couverture du catalogue d'automne 1904 par Joseph Urban.

Hagenbund est une association d'artistes dont le siège était à Vienne et constitue l'un dès groupements d'artistes visuels les plus à l'avant-garde en Autriche, et ce, jusqu'en 1938.

## Histoire
Cette association d'artistes naît le 3 février 1900, trois ans après la Sécession viennoise, et prend d'abord le nom de Künstlerbund Hagen : elle réunit de jeunes artistes en désaccord avec les valeurs traditionnelles véhiculées par la Künstlerhaus de Vienne. Des créateurs comme Heinrich Lefler (de), Joseph Urban, Maximilian Suppantschitsch (de) et Eduard Kasparides y participent avant d'en partir en 1905. Durant la première décennie, le Hagenbund fonctionne comme un groupe autonome, avec des droits d'exposition exclusifs et son propre réseau de galeries.
En 1901, le Hagenbund commence par exposer à la Galerie Miethke de Vienne, puis à Munich. Au début de 1902 a lieu la première exposition dans un lieu loué par l'association, situé dans l'Innere Stadt, décoré par l'architecte Joseph Urban dans le style Art nouveau.
Jusque vers 1910, le Hagenbund demeure dans l'ombre de la Sécession viennoise qui représentait alors l'avant-garde, toutefois son modernisme, quoique plus modéré, est clairement en rupture avec le conservatisme ambiant. Le Hagenbund a une conception libérale et tolérante de l'art : ses membres et de ses invités, par leurs choix éclectiques, en témoignent. En 1902 et 1903, émerge Anton Hanak, dont la notoriété s'affirme.
Parmi les artistes invités, on trouve entre autres Oskar Kokoschka (1911), Egon Schiele (1912) et Anton Kolig. Certaines expositions sont désapprouvées par de hauts fonctionnaires viennois, et la ville suspend le bail de l'Innere Stadt en 1913, affaire dans laquelle s'implique personnellement le prince héritier François-Ferdinand d'Autriche, ennemi juré de l'art moderne. Jusqu'en 1920, le Hagenbund partage avec la Sécession les salles mises à la disposition par la Künstlerhaus Wien, mais expose aussi à Prague et dans d'autres pays.
Après la Première Guerre mondiale, le Hagenbund accueille de nombreux nouveaux membres : Carry Hauser (de), Georg Ehrlich (de), Georg Mayer-Marton (de), Fritz Schwarz-Waldegg, Georg Philipp Wörlen (de)... En son sein, vont s'affronter pour la première fois les tenants du cubisme et de la Nouvelle Objectivité.
En 1938, l'association est dissoute par les nazis et certains artistes juifs sont déportés, d'autres quittent l'Autriche.
Le Neue (nouveau) Hagenbund est fondé en 1947 par d'anciens membres, qui organisera des expositions jusqu'aux environs de 1960, puis, plus brièvement, de 1982 à 1984.

## Membres et artistes invités
- Friedrich Aduatz (de)
- Hermine Aichenegg (de)
- Robin Christian Andersen (de)
- Otto Barth
- Franz Barwig père (de)
- Bettina Bauer-Ehrlich
- Hans Sidonius Becker (de)
- Leo Delitz (de)
- Albin Egger-Lienz
- Georg Ehrlich (de)
- Josef Floch
- Leopold Forstner
- Helene Funke
- Tibor Gergely
- Gustav Gurschner
- Felix Albrecht Harta
- Karl Hauk
- Carry Hauser
- Stephanie Hollenstein
- Josef Humplik
- Rudolf Junk
- Max Kahrer
- Wilhelm Kaufmann
- Alfred Keller (architecte)
- Oskar Kokoschka
- Anton Kolig
- Erwin Lang
- Oskar Laske (de)
- Heinrich Lefler
- Anna Lesznai
- Georg Merkel
- Emilie Mediz-Pelikan
- Carl O’Lynch of Town
- Jakub Obrovský
- Robert Oerley
- Anton Peschka
- Heribert Potuznik
- Lois Pregartbauer
- Hans Ranzoni père
- Johann Rathausky
- Otto Rudolf Schatz
- Fritz Schwarz-Waldegg
- Karl Stemolak
- Ernst Stöhr
- Erwin Stolz
- Ferdinand Stransky
- Emil Strecker
- Maximilian Suppantschitsch
- Rudolf Tropsch
- Joseph Urban
- Trude Waehner
- Franz Wiegele
- Karl Alexander Wilke
- Georg Philipp Wörlen
- Alfred Zoff
- Egge Sturm Skrla
- Rudolph Konopa

## Source, notes et références
- (de) Cet article est partiellement ou en totalité issu de l’article de Wikipédia en allemand intitulé « Hagenbund » (voir la liste des auteurs).